# Joy Castro
Pour les articles homonymes, voir Castro.
Œuvres principales
- The Truth Book: Escaping a Childhood of Abuse Among Jehovah's Witnesses

Joy Castro, née en 1967 à Miami, en Floride, est une femme de lettres américaine, auteur de mémoires d'une jeunesse sous la coupe des Témoins de Jéhovah et de deux romans policiers.

## Biographie
Née à Miami, elle grandit en Angleterre et en Virginie-Occidentale. Elle a 12 ans lorsque sa mère divorcée épouse un membre des Témoins de Jéhovah. Les pressions psychologiques et l'envahissante présence de la secte sont ultérieurement racontées dans des mémoires intitulés The Truth Book: Escaping a Childhood of Abuse Among Jehovah's Witnesses (2005).
Joy Castro est détentrice d'une maîtrise et d'un doctorat en littérature de l'université A&M du Texas.
En 2007, elle devient professeur de lettres, d'écriture créative et d'études latino-américaines à l'université du Nebraska à Lincoln.
En 2012, elle se lance dans le roman policier avec Après le déluge (Hell Or High Water, 2012). Il s'agit du premier titre d'une série ayant pour héroïne Nola Céspedes, une ambitieuse et dynamique jeune journaliste du Times-Picayune, dont les enquêtes se déroulent à La Nouvelle-Orléans.

## Œuvre

### Romans

#### SérieNola Céspedes
- Hell Or High Water (2012) Publié en français sous le titre Après le déluge, traduit par Isabelle Maillet, Paris, Gallimard, coll. « Série noire », 2014  (ISBN 978-2-07-013963-7) ; réédition, Paris, Gallimard, coll. « Folio policier » no 794, 2016  (ISBN 978-2-07-046901-7)
- Nearer Home (2013) Publié en français sous le titre Au plus près, traduit par Thomas Bauduret, Paris, Gallimard, coll. « Série noire », 2016  (ISBN 978-2-07-014549-2)

#### Autre roman
- Flight Risk (2021)

### Recueil de nouvelles
- How Winter Began (2015)

### Recueil d'essais
- Island of Bones (2012)

### Mémoires
- The Truth Book: Escaping a Childhood of Abuse Among Jehovah's Witnesses (2005)

## Prix et nomination

### Nomination
- Prix Thriller 2022 du meilleur livre de poche pour Flight Risk[1]